# NightCry
NightCry (ナイトクライ?) es un videojuego de aventura gráfica y survival horror desarrollado por Nude Maker y publicado por Playism Games. Está dirigido y escrito por Hifumi Kono, creador de la serie Clock Tower, y es considerado un sucesor espiritual de dicha franquicia. El juego se lanzó por primera vez para Windows en marzo de 2016, y posteriormente llegó a PlayStation Vita en enero de 2019. También se planearon adaptaciones para Android y iOS, pero nunca fueron lanzadas.

## Argumento
NightCry transcurre principalmente a bordo del Oceanus, un crucero de lujo que es atacado por una criatura maligna conocida como el Scissor Walker. El juego está dividido en tres capítulos, cada uno con un personaje jugable diferente. En el Capítulo 1, la protagonista es Monica Flores, una mujer que ha sido invitada a una cita en el crucero. En el Capítulo 2, el personaje principal es Leonard Cosgrove, un profesor que explora unas ruinas cercanas custodiadas por cultistas. En el Capítulo 3, la protagonista es Rooney Simpson, una chica melancólica y pariente/alumna lejana de Leonard que también se encuentra en el Oceanus intentando escapar del Scissor Walker y descubrir la verdad detrás del ataque. Otros personajes incluyen a Eric, un miembro de la tripulación, y Vigo Boradsov, el dueño del Oceanus, líder de un culto llamado los Fieles y el responsable de llevar al Scissor Walker al barco.
Hay ocho finales. Dos muestran a Monica y Rooney siendo rescatadas o asesinadas por el Scissor Walker, lo que convierte a Eric en el único sobreviviente. Cuatro presentan a Rooney siendo secuestrada por el culto; atrapada jugando con Connie, su amiga de la infancia que murió años atrás; forzada a dormir por Vigo; o asesinada por Leonard si ella no lo mató previamente. Uno muestra a Monica siendo sacrificada por el culto, y otro representa a todos en el barco desapareciendo misteriosamente.

## Jugabilidad
NightCry es una aventura de point-and-click en 3D. Los jugadores mueven el personaje haciendo clic en el lugar al que quieren que camine e interactúan con objetos y personas al presionarlos. Durante las secuencias de persecución, el personaje puede correr para escapar más rápido, pero hacerlo hace que eventualmente se canse y colapse por agotamiento, dejándolo incapaz de huir del perseguidor.

## Desarrollo
El juego fue dirigido por Hifumi Kono como un sucesor espiritual de la serie Clock Tower. Kono señala que la protagonista femenina de NightCry es más ruidosa y segura de sí misma que la protagonista femenina de Clock Tower. Colaboró en el proyecto con el director de cine Takashi Shimizu, quien dirigió un cortometraje de 12 minutos para promocionar el juego.
Originalmente planeado para lanzarse en Android e iOS, el juego recurrió a la plataforma de financiamiento colectivo Kickstarter para recaudar fondos para una versión de PC en enero de 2015. La campaña fue exitosa, recaudando 314 771 dólares estadounidenses (equivalentes a 417 559 dólares en 2024) para febrero de 2015. La versión para Windows fue lanzada el 29 de marzo de 2016, mientras que una adaptación para PlayStation Vita fue lanzada en América del Norte el 31 de enero de 2019. Aunque originalmente se anunció que se lanzarían versiones móviles incluso si la campaña de Kickstarter fracasaba, ninguna de estas versiones móviles fue lanzada.

## Recepción y crítica
La recepción crítica de NightCry fue mayormente negativa. Caitlin Cooke de Destructoid le dio al juego una puntuación de 2 sobre 10, señalando que, debido a los numerosos errores que rompían el juego, la ausencia de actuación de voz en la mayoría de las escenas y los controles poco confiables —problemas que persistieron incluso después de varias actualizaciones posteriores al lanzamiento— no podía “recomendar que nadie juegue NightCry a menos que tengas una resolución de acero, tiempo ilimitado y una inclinación por las físicas terribles y animaciones sacadas directamente de la era de PS2”. Reseñando para Adventure Gamers, Drummond Doroski repitió las quejas de Cooke sobre los controles y la falta de actuación de voz, pero dijo que su mayor decepción fue la historia, ya que sentía que ese era el aspecto en el que la serie Clock Tower más se destacaba. Encontró que muchos de los puntos de la trama eran inexplicables o simplemente desconcertantes, aunque reconoció que el juego tenía algunos momentos genuinamente inquietantes e incluso aterradores. Le dio dos de cinco estrellas, y resumió: “Me divertí mucho jugando NightCry, pero debo admitir que los sentimientos de nostalgia que evocó me hicieron mucho más dispuesto a pasar por alto algunos de sus muchos defectos, ya que objetivamente está lejos de ser de los mejores juegos... controles frustrantes, gráficos mediocres y una historia desconcertante socavan lo que debería haber sido una aventura sólidamente aterradora”. En contraste, L. Harvard de Digitally Downloaded le dio al juego un 4.5 de 5, llamándolo “una experiencia auténtica de horror clásico al estilo Clock Tower para el día moderno... La ambición y la visión única de NightCry genuinamente me hacen sentir entusiasmo por el futuro del gameplay tradicional.”
Leo Faria de Way Too Many Games le dio a la versión de Vita un 3,5 sobre 10, citando las pantallas de carga extraordinariamente numerosas, los gráficos primitivos y el uso mínimo de la pantalla táctil a pesar del formato de juego de apuntar y hacer clic. Lo describió como "extremadamente fallido y, por momentos, casi injugable". Eric Hauter de PlayStation Universe fue aún más duro en su crítica, calificando a NightCry como “un maniquí animado impío de videojuego, retorciéndose, pataleando y babeando sobre sí mismo, fallando en casi todas las formas en que un juego puede fallar. Este es un juego que — de haberse lanzado en 1992 — habría sido catalogado como feo e injugable”. Criticó la historia por ser incomprensible, la animación por ser extrañamente irreal, la interfaz por ser confusa y mal explicada, las pantallas de carga por ser excesivamente frecuentes, y los controles durante las secuencias de persecución por ser incontrolables. Le otorgó una puntuación de 2 sobre 10.